# José Cascão
José Cascão (11 de Dezembro de 1874 - 14 de Novembro de 1961) foi um sacerdote, jornalista e escritor português.

## Biografia
Nasceu no lugar de Paredes, no dia 11 de Dezembro de 1874, filho de Paredes Manuel Gonçalves Cascão e de Maria Rita Ferreira. Estudou no Instituto Municipal da Póvoa de Varzim e depois no Semirário de Braga. Foi ordenado a 31 de Julho de 1898.
Colaborou com o padre José Amorim na última fase do jornal A Estrela Povoense. Faleceu no dia 14 de Novembro de 1961, com 87 anos.
Foi honrado em Póvoa de Varzim com uma rua que possui o seu nome.